# جوزيف أونا
جوزيف أونا (بالفرنسية: Joseph Owona)‏ مواليد 26 أغسطس 1976 في ياوندي، هو لاعب كرة سلة كاميروني. بدأ مسيرته الاحترافية في سنة 2002. يلعب في الدوري التركي لكرة السلة كلاعب وسط. يحمل الرقم 14. يبلغ طوله 6 قدم 9 بوصة (2.1 م). حقق المركز الثاني في بطولة أمم أفريقيا لكرة السلة 2007.

## الميداليات
| الميدالية | المسابقة                          |
| --------- | --------------------------------- |
| فضية      | بطولة أمم أفريقيا لكرة السلة 2007 |

## روابط خارجية
- جوزيف أونا على موقع الاتحاد الدولي لكرة السلة (الإنجليزية)
- جوزيف أونا على موقع كرة السلة الأوروبية.كوم (الإنجليزية)
- جوزيف أونا على موقع ريلجم (الإنجليزية)
- جوزيف أونا على موقع بروبوليرز (الإنجليزية)